# أس سوموزاس
بلدية أس سوموزاس (بالإسبانية: As Somozas)‏، هي إحدى بلديات مقاطعة لا كرونيا إحدى مقاطعات إسبانيا، والتي تقع في منطقة جليقية شمال غرب إسبانيا.
يبلغ عدد سكانها أكثر من 1.160 نسمة وفقاً لإحصائية سنة (2016).